# Пфаффлар
Пфаффлар (нім. Pfafflar) —  громада округу Ройтте у землі Тіроль, Австрія.
Пфаффлар лежить на висоті  1314 м над рівнем моря і займає площу  33,63 км². Громада налічує 125 мешканців. 
Густота населення 4/км².  
|                                   |
| Пфаффлар на мапі округу та землі. |

 Адреса управління громади: , 6647 Pfafflar. 

## Виноски
1. ↑  Dauersiedlungsraum der Gemeinden Politischen Bezirke und Bundesländer - Gebietsstand 1.1.2018 — Статистичне управління Австрії.
2. ↑  https://www.statistik.at/blickgem/blick1/g70825.pdf
3. ↑  www.pfafflar.eu. Архів оригіналу за 24 березня 2022. Процитовано 25 березня 2022.

| Австрія | Це незавершена стаття з географії Австрії. Ви можете допомогти проєкту, виправивши або дописавши її. |